# 帕爾邁拉 (密蘇里州)
帕爾邁拉（英語：Palmyra）是位於美國密蘇里州馬里昂縣的城市。同時該地也是馬里昂縣的縣治。

## 人口
根據2020年美國人口普查的數據，帕爾邁拉的面積為8.04平方千米，皆為陸地。當地共有人口3613人，而人口密度為每平方千米449人。